# Peleskefalva
Peleskefalva (románul: Pleșcuța) település Romániában, a Partiumban, Arad megyében.

## Fekvése
Borosjenőtől délkeletre, Gurahonctól keletre, a Fehér-Körös jobbpartján, Vojkaháza és Halmágycsúcs közt fekvő település.

## Története
Nevét 1439-ben említette először oklevél Pleszkucza néven.
1760-ban Pleskucza, 1913-ban Peleskefalva néven írták.
1910-ben 598 lakosából 30 magyar, 568 román volt. Ebből 18 római katolikus, 569 görögkeleti ortodox, 9 izraelita volt.
A trianoni békeszerződés előtt Arad vármegye Nagyhalmágyi járásához tartozott.